# Lemur Input Device

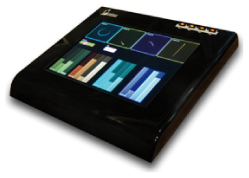
Un Lemur.

Le Lemur Input Device, plus simplement connu sous le nom Lemur, était un appareil multi-touch personnalisable fabriqué par la compagnie française JazzMutant, créée par Yoann Gantch, Pascal Joguet, Guillaume Largillier et Julien Olivier en 2002. Devenu obsolète après l'apparition des tablettes et de l'arrivée de logiciels équivalents sur ces supports, sa production est arrêtée en 2011. Il servait de contrôleur pour d'autres instruments comme les synthétiseurs, les tables de mixage ou pour d'autres applications multimédia, notamment pour le VJing (Vidéo-Jockey). Comme outil audio, le Lemur était l'équivalent des contrôleurs MIDI, hormis le fait qu'il utilisait le protocole Open Sound Control, un autre réseau à grande vitesse pouvant remplacer le MIDI. Le contrôleur était particulièrement adapté à l'utilisation des logiciels Reaktor et Max/MSP.

## Créer une interface
Le Lemur disposait de son propre logiciel appelé JazzEditor pour créer une interface. Les utilisateurs pouvaient créer une interface avec 15 objets différents (notamment le fader, des boutons, des touches, des sliders…), qui se groupaient en modules et qu'il était possible d'arranger avec autant de pages que nécessaire. Chaque objet pouvait ensuite recevoir un attribut MIDI ou OSC. L'une des particularités du Lemur était sa capacité à modifier le comportement physique de chaque objet (par exemple ajouter ou enlever des frottements sur les faders).
La mémoire interne du Lemur permettait de stocker de nombreuses interfaces, chacune contrôlant un logiciel spécifique à distance par exemple.

## Utilisateurs célèbres
Le Lemur a été employé par de nombreux musiciens célèbres, presque exclusivement dans le milieu de la musique électronique.
- Björk (pendant le Tour Volta de 2007-2008)
- Daft Punk (qui en ont utilisé 2 pendant leur tournée de 2006/2007, et 4 lors de leur prestation télévisée pour les Grammy Awards de 2008)
- Justice (qui en utilisent 3 pour leur tournée de 2008, notamment avec Ableton Live)
- Nine Inch Nails (Trent Reznor, le pianiste Alessandro Cortini et le batteur Josh Freese)
- Alexander Hacke
- Para One
- Richie Hawtin
- Ryuichi Sakamoto
- Jonathan Harvey
- Deadmau5
- Matthew Herbert
- Modeselektor
- Pfadfinderei
- M.I.A.
- Hot Chip (Felix Martin)
- Mike Relm
- Ugress
- Emilie Simon
- Stephan Bodzin
- The Glitch Mob